# Cirolana portula
Cirolana portula is een pissebed uit de familie van de Cirolanidae. De wetenschappelijke naam van de soort is voor het eerst geldig gepubliceerd in 1986 door Niel L. Bruce.